# Lijst van afleveringen van Hustle
Dit is een lijst met afleveringen van de Britse televisieserie Hustle. De serie telt tot nu toe 8 seizoenen. Een overzicht van alle afleveringen is hieronder te vinden.

## Seizoen 1
- The Con is On
- Faking It
- Picture Perfect
- Cops and Robbers
- A Touch of Class
- The Last Gamble

## Seizoen 2
- Gold Mine
- Confessions
- The Lesson
- Missions
- Old Acquaintance
- Eye of the Beholder

## Seizoen 3
- Price for Fame
- Albert's Challenge
- Ties That Bind Us
- A Bollywood Dream
- The Hustler's News of Today
- Law and Corruption

## Seizoen 4
- As One Flew Out of the Cuckoo's Nest, One Flew In
- Signing Up to Wealth
- Getting Even
- A Designer's Paradise
- Conning the Artists
- Big Daddy Calling

## Seizoen 5
- Return of the Prodigal
- New Recruits
- Lest Ye Be Judged
- Diamond Seeker
- Politics
- The Road Less Travelled

## Seizoen 6
- And This Little Piggy Had Money
- The Thieving Mistake
- Tiger Troubles
- The Father of Jewels
- Conned Out Of Luck
- The Hush Heist

## Seizoen 7
- As Good as it Gets
- Old Sparks Come New
- Clearance From A Deal
- Benny's Funeral
- The Fall of Railton FC
- The Delivery

## Seizoen 8
- Gold Finger
- Picasso Finger Painting
- Curiosity Caught the Kat
- Eat Yourself Slender
- Ding Dong That's my Song
- The Final Con